# Koilodepas homaliifolium
Koilodepas homaliifolium är en törelväxtart som beskrevs av Airy Shaw. Koilodepas homaliifolium ingår i släktet Koilodepas och familjen törelväxter.
Artens utbredningsområde är Papua Nya Guinea. Inga underarter finns listade i Catalogue of Life.